# Équateur (province)
Pour les articles homonymes, voir Équateur.
La province de l'Équateur est depuis 2015 une province de la république démocratique du Congo à la suite de l'éclatement de la province historique de l'Équateur.
Les principaux centres urbains sont Lukolela, Bikoro, Basankusu, Bolomba, Bomongo, Irebu, Makanza et la ville de Mbandaka.

## Géographie
La province est relativement plate, traversée par le fleuve Congo du Nord-Est au Sud-Ouest. Avec une altitude moyenne de 340 m, le Lac Tumba est son point le plus bas, à 320 m d’altitude. L’embouchure de l’Ubangi sur le fleuve est située dans la région ouest de la province.
La région est couverte d’une forêt ombrophile sempervirent, de densité importante et d’une grande diversité d’arbres.
| Likouala | Sud-Ubangi | Mongala |
| Cuvette  | Équateur   | Tshuapa |
| Plateaux | Mai-Ndombe | Kasaï   |

## Climat
Le climat tropical humide de l’Équateur n’a pratiquement pas de saison sèche, des pluies toute l’année caractérisant la zone équatoriale.

## Démographie
La population est principalement composée de Mongo à l’Est, et de Bobangi à l’Ouest.

## Administration
La province est constituée de la ville de Mbandaka et de 7 territoires : 
| CD41     | Province de l'Équateur  | Province de l'Équateur | Province de l'Équateur | Province de l'Équateur |
| Code INS | Subdivision             | Chef-lieu              | Superficie (km²)       | Population             |
| -------- | ----------------------- | ---------------------- | ---------------------- | ---------------------- |
| 4010     | Ville de Mbandaka       | Mbandaka               | 697                    | 345 663                |
| 4021     | Territoire de Basankusu | Basankusu              | 21 239                 |                        |
| 4024     | Territoire de Bikoro    | Bikoro                 | 13 842                 |                        |
| 4022     | Territoire de Bolomba   | Bolomba                | 24 598                 |                        |
| 4027     | Territoire de Bomongo   | Bomongo                | 10 736                 |                        |
| 4023     | Territoire d'Ingende    | Ingende                | 17 328                 |                        |
| 4025     | Territoire de Lukolela  | Lukolela               | 8 608                  |                        |
| 4026     | Territoire de Mankanza  | Mankanza               | 7 091                  |                        |